# Battaglia dei campioni
La battaglia dei campioni fu combattuta da argivi e spartani attorno al 550 a.C. e fu vinta dai secondi. Erodoto racconta che, ritiratisi i due eserciti, rimasero in campo 300 spartani contro 300 argivi. Verso la fine dello scontro, erano rimasti in campo due argivi ed uno spartano, Otriade, il quale, uccisi i due argivi, iniziò a spogliarne i cadaveri. A questo punto, gli argivi, non essendo disposti ad accettare la sconfitta, schierarono nuovamente il loro esercito e si passò allo scontro diretto, che tuttavia fu vinto dagli spartani, che in seguito poterono occupare tutta la Tireatide, piana settentrionale della Cinuria.